# Jewhenija Jaroszynska
Jewhenija Iwaniwna Jaroszynska, ukr. Євгенія Іванівна Ярошинська (ur. 18 października 1868 w Czuńkiwie, zm. 21 października 1904 w Czerniowcach) – ukraińska pisarka, tłumaczka, etnografka, folklorystka, pedagog, działaczka społeczna na Bukowinie.

## Życiorys
W jej domu rodzinnym rozmawiano po ukraińsku, ale Jaroszynska uczyła się po niemiecku, ponieważ Bukowina była wówczas częścią monarchii austro-węgierskiej. Po ukończeniu nauki w gimnazjum w Czerniowcach przez 14 lat uczyła we wsiach Bukowiny. Przy okazji nagrywała pieśni ludowe. Ich zbiór (450 zapisów) ukazał się w 1972 jako Narodni pisni z-nad Dnistra (Pieśni ludowe z Dniestru). Autorka otrzymała od Towarzystwa Geograficznego srebrny medal oraz nagrodę w wysokości 500 rubli.
Była aktywną członkinią ukraińskiego ruchu feministycznego. We współpracy z ukraińską partią radykalną i Nataliją Kobrynską 1 września 1891 w Stryju zorganizowała wiec feministek. Przybyło na niego 40 kobiet z Galicji i Bukowiny.
Zmarła na zapalenie otrzewnej w szpitalu w Czerniowcach, gdzie została pochowana.

## Twórczość literacka i publicystyczna
W 1886 zaczęła publikować. Zadebiutowała na łamach niemieckojęzycznego pisma. Ukraińskiego musiała się nauczyć. Jej opowiadania i teksty ukazywały się w czasopismach „Zoria”, „Literaturno-naukowyj wistnyk”, „Dzwinok”, „Bukowyna”, „Narod”, „Bat'kiwszczyna”. W 1902 opublikowała realistyczną powieść Perekynczyky ukazującą obraz ukraińskiej kobiety i jej pozycji, wpisując wymowę feministyczną w ideę narodową. Oprócz tego napisała dwie powieści (Ponad Dnistrom i Rożi a terne), kilkadziesiąt opowiadań, esejów, utwory dla dzieci, traktaty folklorystyczne i etnograficzne. Przygotowała zbiory pieśni ludowych i tłumaczenia. Pozostawiła korespondencję.
Blisko współpracowała z Nataliją Kobrynską. W pierwszym numerze ukazującego się w latach 1893–1896 czasopisma „Nasza dola”, redagowanego przez Kobrynską, opublikowano m.in. przemowę dotyczącą praw kobiet autorstwa Jaroszynskiej. Prace Jaroszynskiej publikowano na łamach prasy radykalnej. Pisała m.in. na temat zależności wiejskich kobiet od mężów oraz codzienności ruskich chłopek na Bukowinie.

## Upamiętnienie
Główna ulica w jej rodzinnej wsi oraz miejscowa szkoła noszą jej imię. W 2004 w centrum Czuńkiwa odsłonięto tablicę pamiątkową. Znajduje się w pobliżu osiedla, na którym mieszkała pisarka.
Ulica jej imienia znajduje się we Lwowie.